# CRびっくりぱちんこスケバン刑事
CRびっくりぱちんこスケバン刑事（シーアールびっくりぱちんこスケバンでか）は、2011年11月に京楽産業.から発売されたデジパチCR機。

## 概要
フジテレビ系で1985年 - 1986年に放送されていた『スケバン刑事II 少女鉄仮面伝説』（南野陽子主演のシリーズ）とのタイアップ機。作中では当時のドラマ実写映像などが多数使われている。
また『CRびっくりぱちんこ銭形平次withチームZ』に続く、AKB48・SKE48とのコラボレーション2作品目でもあり、「SBDラッシュ」と呼ばれる右打ちモード（確変70回転＋時短30回転）の間は後述のメンバーが「スケバンGirls」としてスケバン刑事を演じる。

## 参加メンバー
- AKB48チームK：大島優子
- AKB48チームB：河西智美
- SKE48チームS：松井玲奈

この3人がスケバン刑事Ⅱの麻宮サキ、矢島雪乃、中村京子をイメージした役をそれぞれ演じている。
大当たり連荘中（確変中）は演出ほぼ全てがこの3人の演出となる。（南野陽子などが登場するオリジナル映像が確変中は見られない）

## スペック
- 大当たり確率：1/229.9（確率変動中1/58.1）
- 確率変動突入率：100%（70回転まで）
- 時短  全ての大当り終了後40回（電チューサポート中及び初回16Rは100回）（ST70回を含む）
- 賞球数：3&10&15
- ラウンド振り分け／
  - ヘソ：4R:96%　16R:4％
  - 電チュー：4R:50% 16R:50%

## びっくりぱちんこ スケバン刑事 オリジナル・サウンドトラック
「突っ張る理由」（つっぱるりゆう）は、スケバンGirlsによるパチンコ景品限定CD。仕様はPVを収録したDVDとの2枚組になっている。

### 収録曲
1. 突っ張る理由
作詞：秋元康・作曲：中村望・編曲：Funta7
  - 『CRびっくりぱちんこスケバン刑事』挿入歌
2. 友よ 夜明けに待ち合わせよう
作詞：秋元康・作曲：山崎燿・編曲：野中"まさ"雄一

DVD
1. 突っ張る理由
2. 友よ 夜明けに待ち合わせよう